# Zwoegerziekte
Zwoegerziekte (maedi-visna) is een besmettelijke longaandoening bij schapen, die veroorzaakt wordt door een lentivirus, die behoort tot de retrovirussen. De ziekte is verwant aan caprine arthritis encephalitis (CAE), die bij geiten voorkomt.
De ziekteverschijnselen zijn sterke vermagering, ademhalingsmoeilijkheden (zwoegende ademhaling), uierproblemen en minder melkgift. Uiteindelijk sterft het schaap. Plotselinge sterfte kan plaatsvinden na inspanning, opjagen of bijkomende infectie.
De besmetting vindt plaats via de melk of de uitademingslucht. Niet alleen schapen maar ook geiten kunnen het virus doorgeven. Geiten krijgen geen zwoegerziekte, de ziekte is diersoortspecifiek. Na een infectie duurt het maanden en soms jaren voor er antistoffen tegen het virus in het bloed aanwezig zijn. De eerste ziekteverschijnselen verschijnen nog later. Hierdoor komt de ziekte voornamelijk voor bij oudere dieren. Er is geen behandeling voor en vaccinatie of inenting is er niet.

## Bestrijding
Zwoegerziekte komt voor in Europa, Noord-Amerika en in een paar landen in Afrika en Zuid-Amerika. De ziekte is een van de grootste problemen in de Nederlandse schapenhouderij. De bestrijding vindt plaats door opsporing en eliminatie van besmette dieren. Door middel van bloedonderzoek kan vastgesteld worden of een schaap besmet is. De positief reagerende schapen worden afgevoerd. Als na een aantal bloedonderzoeken blijkt dat er geen besmette dieren op een bedrijf aanwezig zijn, krijgt het bedrijf een zwoegervrij certificaat. Daarna zal om het jaar weer een bloedonderzoek plaatsvinden om het certificaat te behouden.
Het doel van de certificering is dat op termijn de gehele Nederlandse schapenstapel vrij zal zijn van zwoegerziekte.